# Leljiva (grb)
Leljiva (pol. leliwa) naziv je u poljskoj heraldici za grb sa simbolima polumjeseca i zvijezde iz čega je nastao i naziv jednog od poljskih heraldičkih rodova. Osobitost je poljske heraldike u postojanju heraldičkih rodova (pol. ród herbowy), kojem bi pripadale razne plemićke obitelji koje dijele isti grb. Zbog toga je grb leljiva tokom povijesti koristilo nekoliko stotina plemićkih obitelji s prostora Kraljevine Poljske i Poljsko-Litavske Unije. Ukupno je registrirano 830 obitelji koje su pripadale heraldičkom rodu leljiva. Njihovi potomci i danas koriste ovaj grb kao obiteljske grbove. Postoji nekoliko varijacija ovoga grba, no one sve nose skupni naziv leljiva, a razlikuje ih se samo putem dodavanja rimskih brojeva. Zbog opsežnog korištenja grba leljiva, usvajanja grbova, dvostrukih pogrešaka opisa, spajanja bračnih 'emblema, itd., nastalo je niz varijacija koje se od osnovnog grba razlikuju u pojedinostima.

## Grb
Izvorni grba leljiva, koji se naziva leljiva I (leliwa I) sastoji se od štita plave tinkture (u poljskoj heraldici ova tinktura je uvijek nebesko plave boje), polumjeseca i šestorokrake zvijezde.
Najraniji pojava grba u Poljskoj je na pečatu iz 1324., a najraniji sačuvani primjerak grba je iz 1399. Najraniji heraldički opis grba Leliwa je dat u djelu Zygmunta Celichowskog Insignia seu clenodia Regis et Regni Poloniae iz 1464. 
"Leliwa. que lunam defectuosam cum Stella glauca in campo celestino defert. Ex Reni partibus sub tempore Wladislai primi, Polonie regis, aduenit Spiczmerum miHtem primarium habuit auctorem, qui in primario ignile deferebat, dum ex Reno aduenit sed processu dierum in ea domo Polonorum, que defectuosam lunam rubeam cum stella rubea deferebat, se coniunxit et uniuit et unam familiam effecit; in qua viri prouidi et industrii, rei publice et proprie studiost”
Od 19. st. heraldički motivi polumjeseca i zvijezde se i u hrvatskoj heraldici počinju nazivati leljiva, iako su ovi motivi polumjeseca i zvijezde već od ranije prisutni u grbovima raznih hrvatskih plemićkih obitelji i slobodnih kraljevskih gradova (Gradec, Varaždin).
Grb nose i obitelji koje nisu poljskog podrijetla: a) obitelji Lipka Tatara: Aksan, Aksanow, Adamowicz, Abramowicz, Musicz, Illasiewicz and Smolski, b): obitelj Hłasko (Hlaska) podrijetlom od zaporožnih Kozaka, c) mađarske obitelji Urak i Czobor, c): adigejske obitelji Szymkowicz i Temruk, d): francuske obitelji de Virion i de Spiner, e): njemačke (pruske) obitelji:  Morstyn, Beyer, Brandt, Bolte, Przywidzki, Damerau, Kappel, Lipen, f): flamanska obitelj Bremer i nizozemske obitelji De Kunder/Kunter/Kunther, te moldavska obitelj Brăescu.

## Poznati nositelji
Nositelji grba su uglavnom živjeli u području Krakova, Poznana i Katowicama u Poljskoj, te Voliniji i Podolije u Ukrajini.
Poznati nositelji ovog grba su: Krzysztof Monwid Dorohstajski, Raphal Jarosławski, Jan Andrzej Morsztyn, Adam Sieniawski, Adam Mikołaj Sieniawski, Mikołaj Sieniawski, Mikołaj Hieronim Sieniawski, Konstanty Słotwinski, Jędrzej Śniadecki, Jan Tarnowski, Jan z Tarnowa, Ludwik Tyszkiewicz, Ludwik Skumin Tyszkiewicz, Jan Janowicz Zabrzeziński, Jan Jurejewicz Zabrzeziński, Juliusz Słowacki, Witold Pilecki, Andrzej Bobola, Józef Czapski, Karol Hutten-Czapski, Emeryk Hutten-Czapski, Agenor Romuald Gołuchowski, Spytek I Jarosławski, Jan Chrucki, Henryk Dobrzański, Kazimierz Antoni Wodzicki, Michael Bisping.

## Teritorijalne jedinice koje nose grb leljiva
Veći broj teritorijalnih jedinica u Poljskoj i okolnim zemljama koristi kao grb neku od varijacija grba leljiva. U Poljskoj grb leljiva nose gradovi: Mińsk Mazowiecki, Przeworska, Tarnobrzeg, Tarnów, Sieniawa, Stryków, Krzywcza, te grad Ternopilj u Ukrajini.

## Galerija
Crteži Leljive tokom stoljeća
- u Toison d'Or iz cca. 1433-1435 (u gornjem desnom uglu)
- u grbovniku Bellenvillle iz 1360-1400 (u donjem lijevom uglu)
- oblik Leljiva iz 15 st. u grbovniku Gelre (u gornjem desnom kutu)
- u Codex Bergshammar iz 15. st. (u drugom redu)
- grbovnik Lyncenich iz 15. st. (u gornjem desnom uglu)
- Leljiva u Stemmata Polonica (15. st) od Długoszkog
- Pečat s grbom leljiva s početka 14. st. od nepoznatog Jerzya
- Pečat s grbom leljiva Jadwiga iz Leżenica (iz akta o uniji iz Horodla 1413)
- grb leljiva na pečatu moldavskog bojara Duma Brăescu iz 1445
- srednjovjekovni oblik leljive – moderna rekonstrukcija
- oblik leljive iz 15. st. –  moderna rekonstrukcija
- leljiva u grbovniku Ambroży z Nysy, cca. 1572
- Leliwa in Gniazdo cnoty... by Bartłomiej Paprocki, 1578
- leljiva u grbovniku Herby rycerztwa polskiego... Bartłomiej Paprocki, 1584
- leljiva u Kronice polskiej od Marcina Bielski, 1597
- Leljiva u Kleynotach.. od Jana Aleksander Gorczyn, 1630
- Leljiva u grbovniku Okolski, 1641
- Leljiva u dvorcu Bielsko-Biala od knezova Sułkowski, 17.st.
- Leljiva u grbovniku Niesiecki, 1740
- Leljiva u Herbarzu wielu domow Korony Polskiey St. Duńczewskiego, 1757
- Leljiva u dokumentu obitelji Słowacki, 1803
- Leljiva u grbovniku Ostrowski, 1897
- Leljiva u grbovniku Wijuk Kojałowicz, izdanje iz 1905
- Leljiva u grbovniku „Herby szlachty polskiej” od Z. Leszczyca, 1908

- Leljiva na slici od Jana Krzysztof Tarnowski, 16. st.
- Leljiva na slici od Mikołaja Hieronim Sieniawski, 17. st.
- Leljiva na slici od Janusza Tyszkiewicz Łohojski, 17. st.
- Leljiva na slici od Jerzya Tyszkiewicz, 17. st.

- Pietrasiewicz
- Pilecki (u Pruskoj)
- Piotrowicz (u Samogitiji), može biti i varijacija grba Murdelio
- Piotrowicz II
- Policzyński
- Poliwczyński (u Pruskoj)
- Przywidzki
- grb Prokopa Sieniawski, kombinacija sa supruzinim grbom Chodkiewicz
- Trzcieński vel Trzciński
- Wietecki
- Witecki – prema Niesiecki
- Wojanowski
- grb Szczęsny Wojanowski, sadrži i simbol zapovjednika malteških vitezova
- Zienkowicz

Standardne varijacije pri podjeli plemstva
- Bajer – varijacija podijeljena Andrzeju Bajer iz 1678
- Erbs – varijacija podijeljena Andrzeju Grochowski iz 1753
- Juźwikiewicz – varijacija podijeljena braći Juźwikiewicz iz 1777
- Lesieniewicz – varijacija iz 1739, spominje se u Małorossijskim Gierbovniku.
- Ryks – varijacija iz potvrde plemstva obitelji Ryks (Ryx) (iz varšavske zemlje) u Pruskoj iz 1804
- Wodzicki – varijacija pri dodijeli plemstva 1676, koristi je obitelj Borsztyn

Standardne varijacije pri podjeli plemstva (varijacijom je smatra samo po jedan heraldičar)
- Adamowicz (Tatarska obitelj)
- Kiwalski
- Macewicz (iz Litve)
- Varijacija grba Macewicz iz 1764-65 ili 1781
- Mąkierski
- Pawłowski (iz češkog dijela Šleske, prethodno dio Poznana)
- Pawłowski de Rosenfeld, njemačka obitelj, grana obitelji Pawłowski koja je koristila "Pawłowski III" grb
- Pawsza
- Grb Pierścień, dodijeljen Franciszeku Ryx 1768
- Grb Franciszeka Ryx (1790)
- Staszkiewicz II – varijacija koju je koristla obitelj Staszkiewicz iz Samogitia, spominje ih Niesiecki
- Żarowski – prema podjeli plemstva iz 1576, prema Konarskom varijacija Leljive

- Grb princeze Ostrogski i Zasławski, koji su prema Tadeuszu Gajlu koristile i obitelji Kłosewicz, Neronowicz, Szpila, Szpilewski i Szpilowski.
- osnovna verzija Leljive koju su koristile obitelji Czapski i Morsztyn
- Grb grofova Gołuchowski, s grbom Ruskog carstva
- Grb obitelji Hutten-Czapski, kombinacija leljive i njemačkog grba obitelji Hutten
- barunska varijacija grba obitelji Pawłowski (spominje je samo Juliusz Karol Ostrowski)
- grb grofova Tarnowski
- grb grofova Tyszkiewicz
- grb grofova Wodzicki

Obitelji iz Kašubije
- Czarnicki
- Dułak
- Fargo
- Gliszczyński
- Lisewski
- Mach
- Mach – varijacija prethodnog
- Mach – varijacija prethodnog
- Małszycki
- Ossowski
- Piechowski
- Piotroch i Poklat
- Repko
- Spęgawski (II)
- Żychcki

Gradovi 
- grb Minska Mazowieckog
- grb Przeworska
- grb Tarnobrzeg
- grb Tarnopola
- grb Tarnowa
- grb Sieniawa
- grb Strykowa
- grb općine Krzycza

Varijante grba 
- Leliwa II
- Leliwa III
- Leliwa IV
- Leliwa V
- Leliwa VI

U hrvatskoj heraldici
- Tkz. Najstariji hrvatski grb
- Banska zastava 1848.
- Prvi hrvatski grb
- Pečat kralja Andrije II., hercega Hrvatske, Dalmacije i Huma (1197. – 1205.)
- Grb imaginarne Velike Ilirije
- Grb Gradeca (Zagreba)
- Grb Grada Varaždina
- Grb Ilirije iz Fojničkog grbovnika
- Grb Bosne iz zemljovida Joan Blaeu (1668.) koji je naručio Petar Zrinski
- Grb Bosne iz Fojničkog grbovnika

## Vanjske poveznice
- Zygmunt Celichowski: Insignia seu clenodia Regis et Regni Poloniae, str. 22., reizdanje 1885., Digital Library of Wielkopolska (pristupljeno 27. rujna 2018.)
- Herby szlachty litewskiej  Arhivirana inačica izvorne stranice od 26. srpnja 2018. (Wayback Machine), popis obitelji šlahte koje nose grb leljiva